# Ajos Andonios (stacja metra)
Ajos Andonios (gr. Άγιος Αντώνιος) – stacja metra ateńskiego na linii 2 (czerwonej). Znajduje się pomiędzy stacjami Sepolia i Peristeri. Ajos Andonios położone jest w dzielnicy Peristeri w Sektorze Zachodnim Aten. Jej nazwa pochodzi od nazwy pobliskiego kościoła św. Antoniego. 
Stację oddano do użytku 9 sierpnia 2004, kiedy przedłużono linię 2 z Sepolii. W 2013 roku oddano kolejny odcinek metra od Ajos Andonios do stacji Antupoli.